# Chemin de Louis des six doigts

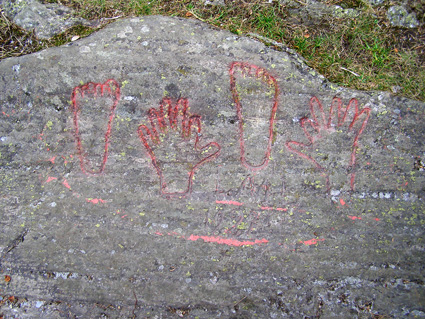
Louis des six doigts, graffiti.

Le chemin de Louis des six doigts est situé à Finhaut, Canton du Valais, Suisse. 
Ce chemin a été baptisé du surnom d'une ancienne personnalité de la commune, « Louis des six doigts » (14 décembre 1881 - 27 février 1969) : ce facteur-postillon, qui travaillait entre Finhaut et Vernayaz, avait la particularité d'avoir six doigts aux mains et aux pieds. Il laissa le graffiti de ses mains et pieds sur une pierre, qui git au long du sentier. Le chemin est indiqué par la commune comme itinéraire de randonnée.